# Долорес (Буэнос-Айрес)
Долорес (исп. Dolores) — город в Аргентине в провинции Буэнос-Айрес. Административный центр муниципалитета Долорес. Первый населённый пункт, основанный в Аргентине после провозглашения независимости.

## История
В колониальные времена в этих местах размещался военный гарнизон, защищавший Буэнос-Айрес от нападений индейцев с этого направления. Он назывался «Санта-Элена».
После провозглашения в 1816 году независимости Аргентины новое правительство предприняло ряд мер по укреплению рубежей в сельской местности. Во главе обороны границ был поставлен Франиско Пико, которому было поручено создать новые поселения. В 1817 году в этих местах был размещён отряд под командованием капитана Рамона Лары, куда собрали солдат и офицеров королевских войск, а также противников независимости страны. В апреле 1817 года правительством провинции Буэнос-Айрес в эти места в качестве военного командующего и мирового судьи был направлен капитан Педро Антонио Пас, и здесь началось строительство церкви. 21 августа 1817 года капитан Пас и священник церкви решили основать в этих местах населённый пункт под названием «Долорес».
Политика губернатора Мартина Родригеса привела к тому, что в 1821 году восстали местные индейцы, которые 30 апреля опустошили городок Долорес. Несколько лет эти земли оставались безлюдными; тем временем в составе провинции был образован муниципалитет Долорес, чья юрисдикция распространялась от реки Саладо до гор Тандиль.
В 1831 году населённый пункт Долорес был восстановлен. В 1835 году губернатором провинции Буэнос-Айрес стал Хуан Мануэль де Росас. Идущие в стране гражданские войны переплелись с Французской блокадой Рио-де-ла-Платы, приведшей к финансовому кризису. Росас решил покончить с финансовым кризисом, порождённым блокадой, потребовав оплаты просроченной аренды от тех фермеров, кто не платил её уже много лет; после этого он вынудил фермеров либо выкупить эти земли, либо вернуть их государству. Так как то, будут ли выдвинуты требования к фермеру, зависело от того, был ли он сторонником Росаса, это вызвало недовольство среди многих фермеров. Большинство фермеров с просроченной задолженностью проживало на юге провинции Буэнос-Айрес, и они решили избавиться от Росаса. С помощью унитаристов, обосновавшихся в Монтевидео, они вошли в контакт со старым противником Росаса — генералом Лавалье, обещая, что когда тот высадится в южной части провинции Буэнос-Айрес — они окажут ему поддержку. Они рассчитывали, что одновременно с этим произойдёт восстание в городе Буэнос-Айрес под руководством полковника Рамона Масы — сына Мануэля Масы (бывшего губернатора), однако Мануэль Маса был убит, а его сын — расстрелян. Тогда заговорщики сами подняли 29 октября 1839 года восстание в Долоресе под руководством Амбросио Крамера, Педро Кастелли и Мануэля Леонсио Рико, однако Лавалье, на чью поддержку они рассчитывали, так и не пришёл им на помощь, решив вместо этого вторгнуться в провинцию Энтре-Риос.
Полковник Пруденсио Росас (брат губернатора) разгромил восставших 7 ноября в сражении при Часкомусе. Большинство повстанцев сдались и были прощены по приказу Росаса. Крамер погиб на поле боя, а Кастелли был убит во время преследования; прочим лидерам восстания пришлось отправиться в изгнание (Рико присоединился к армии Лавалье). Голова Кастелли была помещена на главной площади Долореса, и находилась там несколько лет (теперь эта площадь носит название «площадь Кастелли»). В декабре 1839 года губернатор Росас ликвидировал муниципалитет Долорес, а вместо него были образованы муниципалитеты Пила и Тордильо.
В 1880-х годах было решено оставить за Буэнос-Айресом функции столицы страны, а административный центр провинции перенести в другой город. Прежде, чем было принято итоговое решение о строительстве нового города Ла-Плата, на роль новой столицы провинции рассматривалось несколько кандидатур, в том числе и удобно расположенный географически Долорес.
В 1936 году Долорес получил статус города (сьюдад).

## Известные уроженцы
- Грасьела Борхес (род.1941) — киноактриса
- Хорхе Ольгин (род.1952) — футболист